# 자유 벨기에군

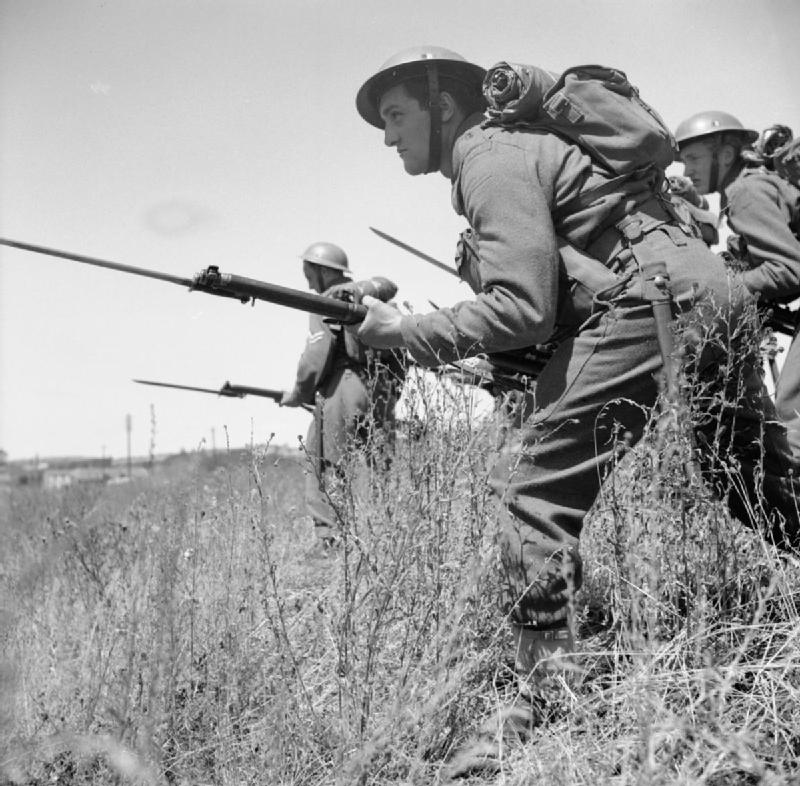
1941년 7월 웨일스에서 기동훈련 중인 벨기에 병사

자유 벨기에군(프랑스어: Forces belges libres, Vrije Belgische Strijdkrachten)은 벨기에 및 벨기에의 식민지 출신 인원들로 구성된 병사들을 일컫는 말로 제2차 세계 대전 당시 연합국의 일원으로 싸웠다. 이들은 벨기에가 나치 독일에 항복한 이후에 창립되었다. 벨기에 북프랑스 군정청이 설치된 벨기에 지역의 벨기에 레지스탕스와는 구분된다. 1940년 벨기에 북프랑스 군정청에서 도주한 벨기에의 옛 병사들과 전쟁 이전에 영국으로 이주한 이민자들은 유럽 전구와 지중해 및 중동 전구에서 싸우게 되는 영국군 부대에 배속되었다. 이들은 제1벨기에 보병여단이 되는 보병 편제도 포함되어 있었고, 공수부대와 코만도에 배속되기도 했다. 벨기에령 콩고에서 온 수많은 병사들은 이탈리아령 동아프리카에서 이탈리아 왕국군에 맞서 연합군과 함께 싸웠다. 1944년 9월 벨기에가 해방된 이후, 자유 벨기에군은 새로 편성된 벨기에군의 창립에 기여한다.

## 배경
제2차 세계 대전 당시 벨기에의 개입은 독일군이 벨기에를 침공했을 때 시작되었다. 1940년 5월 10일 벨기에는 중립 정책을 유지했으나 독일군과의 18일간 전투 끝에 벨기에 정부가 항복했다. 이후 벨기에는 독일군의 점령하에 놓이게 된다. 전투 기간 동안 600,000명에서 650,000명 사이의 벨기에 병사들이 군에서 복무했다. 대부분은 전쟁포로가 되어 독일로 이송되었지만 몇몇은 전쟁이 끝나기 전 풀려났다. 레오폴 2세 역시 그의 군대와 함께 5월 28일 항복했고, 그는 전쟁의 남은 기간 동안 포로로 지냈다. 벨기에 정부는 먼저 프랑스의 보르도로 도망간 이후 영국 런던으로 가서 1940년 10월 벨기에 망명 정부를 수립했다.

## 자유 벨기에군 창립

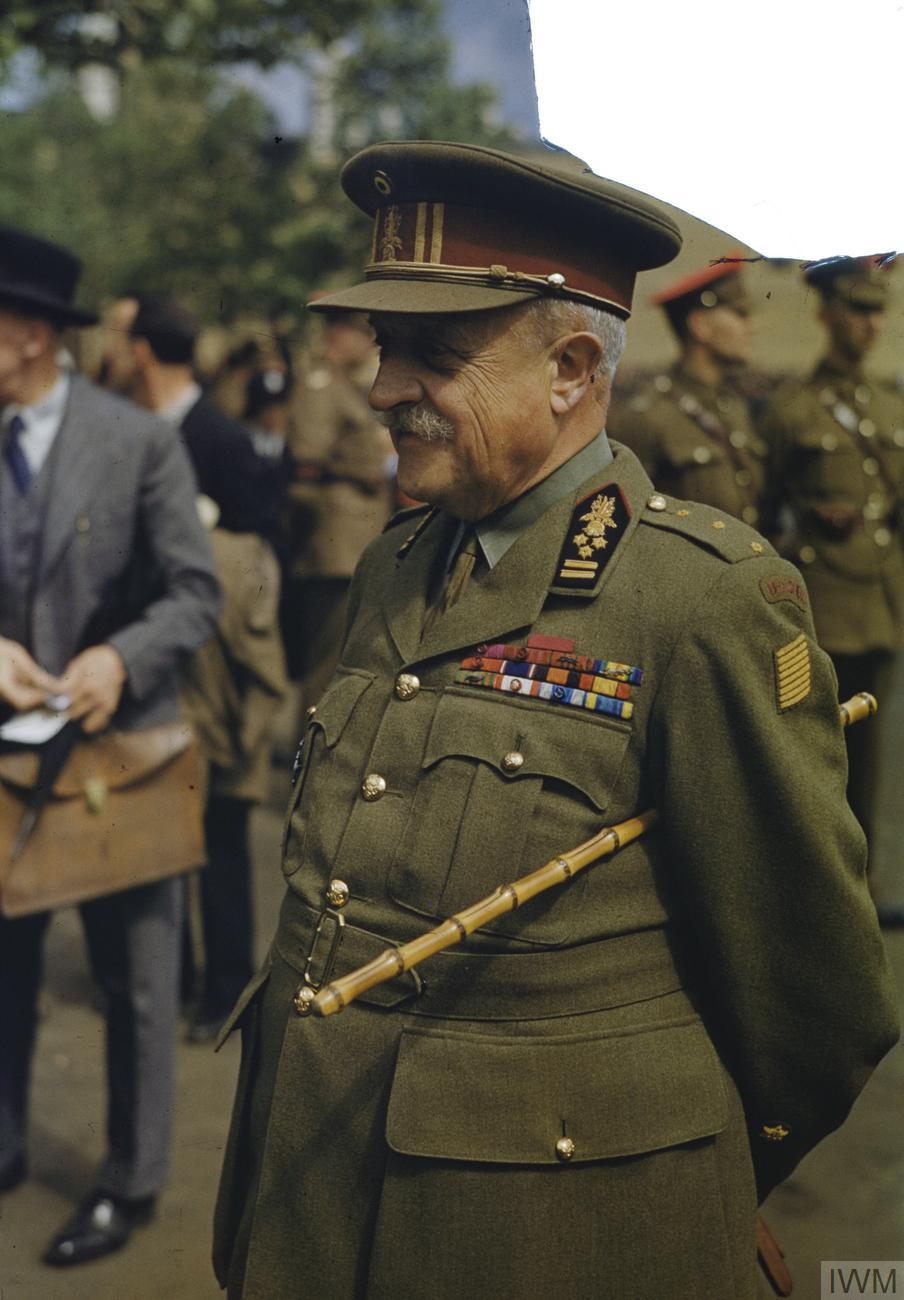
1943년 런던에서 찍은 빅터 판 스트라이돈크 드 부르켈

벨기에의 항복을 알린 프랑스 라디오의 방송 이후에 벨기에의 위베 피에로 총리는 망명군을 수립할 것을 주장하며 프랑스인과 함께 싸울 목적을 가지기 위해 다음과 같은 연설을 발표했다.
| “ | 정부의 요청에 부응하는 젊은 용기에 힘입어 프랑스와 영국에 있는 벨기에 군인들을 재통합한 후, 새로운 군이 창립될 것입니다. 이들은 우리의 연합군과 함께 전선으로 투입될 것입니다. 우리가 가진 모든 병력은 전선으로 향할 것입니다. | ” |

영국에서는 영국군에 외국 부대가 배속되거나 영국 땅에서 외국 군대가 창설되는 것이 1939년 긴급동원법과 1940년 연합군 법령에 의해 승인되었다. 영국의 첫 벨기에군 부대는 프랑스가 항복한 이후 곧바로 창립되었고, 다이너모 작전을 지원하기 위해 덩케르크에 투입되었다. 1940년 7월, 462명의 벨기에인이 캠프로 왔고 8월에는 700명, 11월에는 900명으로 그 수가 늘었다. 이 병사들은 8월 제1푸질리어대대에 배속되었고 정부는 라울 다프레스네 드 셰바르리예를 사령관으로 임명하고 빅터 판 스트라이돈크 드 부켈을 새로운 부대의 감독관으로 임명했다. 1940년 7월, 영국의 매스옵서베이션 보고서는 영국 노동자들을 몰아내는데 벨기에 피난민들이 일조하고 있다고 생각했다는 이유에서 영국의 벨기에 피난민들이 영국 노동자들과 충돌을 일으키고 있다고 밝혔다.I 같은 보고서는 벨기에 군단의 필요 가능성을 언급하기도 했다. 1941년 2월, 벨기에 포병대대가 창설되었다.
벨기에 자원자들은 전쟁 기간 동안 자유 벨기에군에 계속 참여했으며, 벨기에 북프랑스 군정청이나 프랑코 정권, 비시 프랑스를 통해 영국으로 건너온 경우가 많았다. 프랑스가 벨기에인들의 군 입대 나이에 대한 기록을 비자에 명시하지 않았기 때문에 영국에 도착한 다수의 벨기에인들은 나이가 어리거나 이미 군 경력을 보유한 사람들이 많았다. 이는 자유 벨기에군 내부에서 문제가 발생하는 원인이 되었으며 다른 계급에 비해 질량 중심의 비율이 일정하지 않았다.
벨기에군이 1940년 5월 공식적으로 항복했고 벨기에 헌법이 벨기에인들의 타국 군 복무를 금지했기 때문에 자유 벨기에군은 공식적으로 위법적인 행동이었다. 이에 대한 고발이 1948년 무효화되었도 아무도 그 이후로 이의를 제기하지 않았다. 1940년 말, 벨기에의 모든 육상부대의 편제가 있었음에도 불구하고 영국 공군에서 복무하는 이들을 비롯한 수많은 벨기에 자원자들이 벨기에군 편성 이전까지는 영국군에서 복무했다.

## 같이 보기
- 벨기에 망명정부
- 자유 프랑스군
- 벨기에 레지스탕스